# 7092 Cadmus

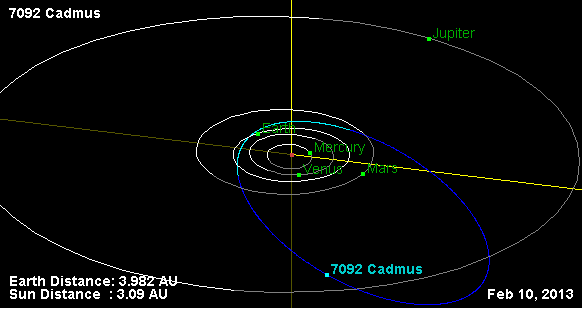

7092 Cadmus è un asteroide near-Earth. Scoperto nel 1992, presenta un'orbita caratterizzata da un semiasse maggiore pari a 2,5254688 UA e da un'eccentricità di 0,7019201, inclinata di 17,82762° rispetto all'eclittica.
Il nome dell'asteroide ricorda Cadmo, l'eroe della mitologia greca.